# Etsen

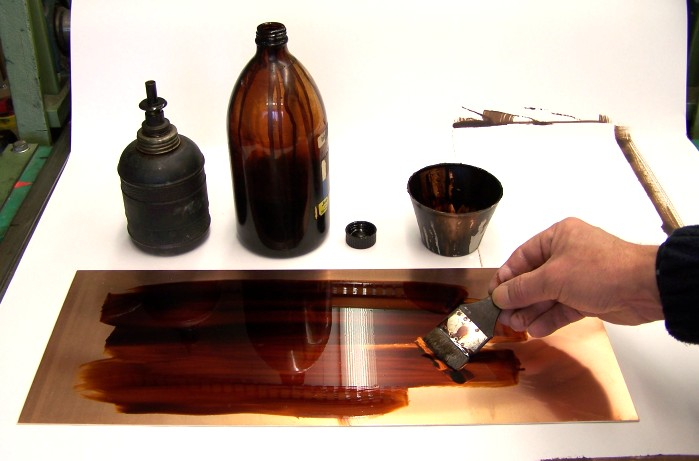
Het opbrengen van een zuurbestendige etsgrond

Etsen is een oppervlaktebehandeling waarbij een oppervlak van een voorwerp met een – meestal vloeibaar – middel behandeld wordt. Hierbij treedt een chemische reactie op waarbij het oppervlak gedeeltelijk oplost. In het geval van een metaal en een zuur gaat het om een redoxreactie.
Etsen heeft verschillende toepassingen:
- Het aanbrengen van een afbeelding ("ets") op een ondergrond als een vorm van diepdruktechniek. In de regel gebeurt dit op een koperen of zinken plaat. Men spreekt echter ook wel van etsen bij vergelijkbare bewerkingen van bijvoorbeeld glas of linoleum.[1]
- Het maken van printplaten (gedrukte bedrading) voor elektronische schakelingen.
- Het zichtbaar maken van de microstructuur van een metaal, zodat deze onder een licht- of rasterelektronenmicroscoop bekeken kan worden.

## Etsproces
Het etsproces bestaat ruwweg uit de volgende stappen:
1. Egaliseren van het oppervlak - Het object dat geëtst gaat worden, wordt eerst gepolijst. Dit polijsten gebeurt met een fijn schuurpapier of een polijstmiddel. De gewenste mate van gladheid is afhankelijk van het te etsen materiaal en het gewenste eindresultaat.
2. Aanbrengen en bewerken van een etsgrond (indien van toepassing) - Wanneer het etsen bedoeld is om een voorgedefinieerd patroon te etsen, zoals bij het maken van een etstekening of bij het ontwerpen van een elektronische schakeling, wordt er een tijdelijke afdeklaag op de gepolijste laag aangebracht. Vervolgens wordt deze afdeklaag verwijderd op de plaatsen waar het onderliggende metaal later weggeëtst moet worden. Voor etsen in het kader van metaalkundig onderzoek gebeurt dit niet.
3. Blootstelling aan een etsmiddel - Het daadwerkelijke etsen vindt plaats door het te etsen oppervlak in een etsmiddel onder te dompelen. Dit etsmiddel kan een zuur of een zout zijn, afhankelijk van het te etsen materiaal en het gewenste effect. Er ontstaat een chemische reactie tussen het te etsen materiaal het etsmiddel, waardoor het te etsen materiaal lokaal wordt ingebeten. Feitelijk is dit inbijten een gecontroleerde vorm van corrosie. Afhankelijk van het type reactie dat optreedt, kunnen er bij het etsproces giftige dampen vrijkomen. De onderstaande parameters spelen bij het etsen een rol. De gewenste waarde van elk van deze parameters is afhankelijk van het te etsen materiaal en het gewenste eindresultaat.
  - de duur van het onderdompelen
  - de temperatuur van het etsmiddel
  - de concentratie zuur/zout in het etsmiddel
4. Nabewerking - Na het inbijten wordt de eventuele aangebrachte etsgrond verwijderd, en vindt er desgewenst een nabewerking plaats.

## Specifieke processen

### Etsen van glas
Glas kan worden geëtst met waterstoffluoride of ammoniumfluoride om er afbeeldingen op aan te brengen. Met een mal wordt een patroon aangebracht. Het glas wordt in een zuur gedompeld. Het fluorwaterstof reageert met het glas. De uitvinding werd in 1787 gedaan door Jean-Pierre Marcassus de Puymaurin in Toulouse.

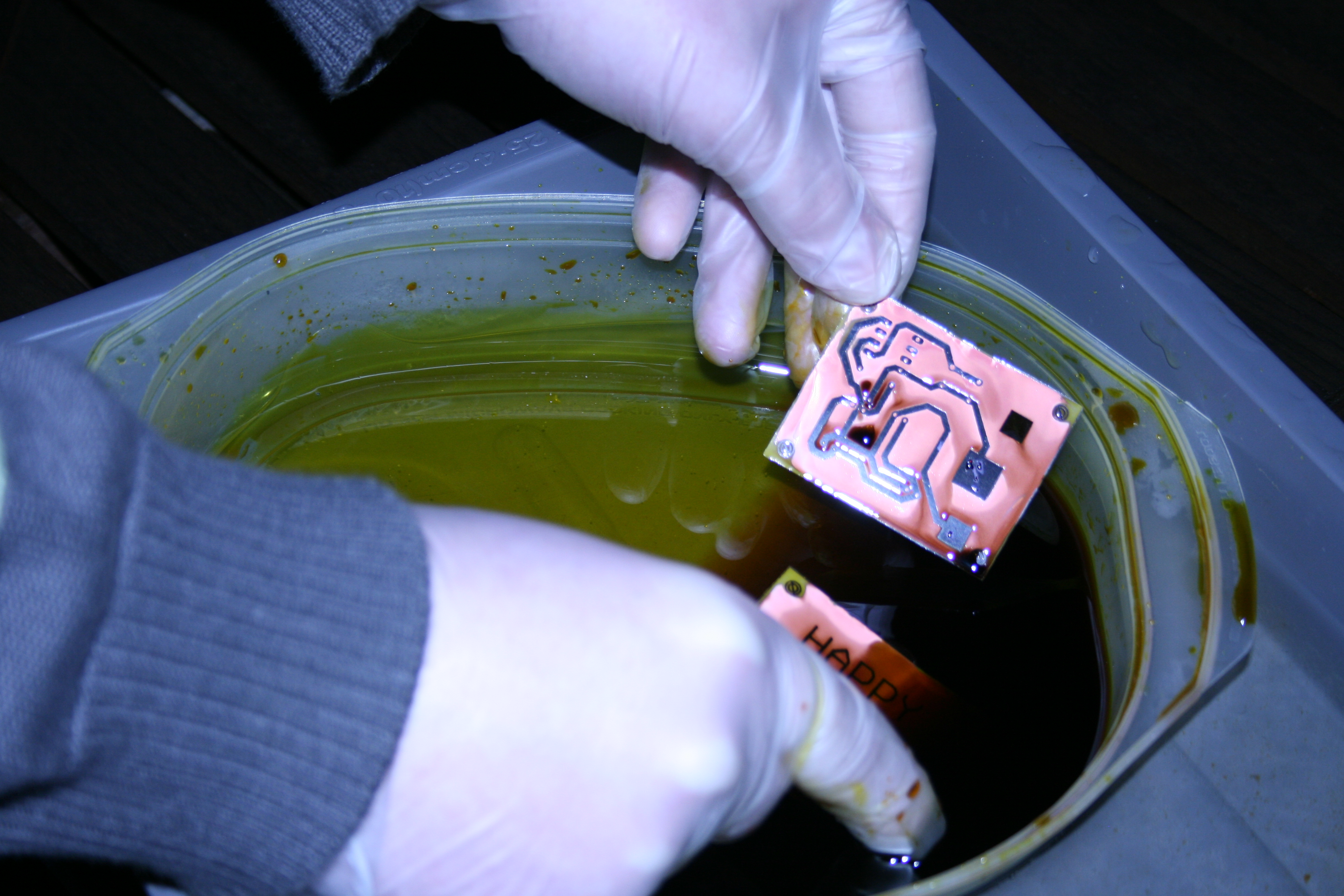
Het etsen van een printplaat met ferrichloride

### Etsen van printplaten
Elektronische schakelingen op printplaten worden vaak gemaakt door een dunne laag koper op een isolerende ondergrond zodanig te etsen (met ammoniumpersulfaat, ferrichloride of een mengsel van zoutzuur en waterstofperoxide) dat er verbindingen overblijven tussen de verschillende elektronische onderdelen ('gedrukte bedrading').

### Etsen voor materiaalkundig onderzoek
De specifieke behandeling is afhankelijk van het materiaal dat geëtst wordt, en de precieze details die er bekeken moeten worden. Er kan onderscheid gemaakt worden tussen macroscopisch en microscopisch onderzoek. Voor het macroscopisch onderzoek hoeft er minder fijn gepolijst te worden.
Om bepaalde bestanddelen van een metaaloppervlak reliëf te geven of met specifieke kleuren op te doen lichten, gebruikt men chemische middelen, waardoor het beeld onder een microscoop beter zichtbaar of herkenbaar wordt. Bij het voorafgaande polijsten wordt vaak een dun laagje metaal als het ware uitgesmeerd, en juist dit laagje wordt verwijderd door het etsproces. Enige voorzichtigheid hierbij is wel raadzaam (kleding- en oog/huid-bescherming) omdat het vaak om vrij agressieve chemicaliën gaat, zoals zoutzuur, voor het aantonen van poreuze plaatsen, scheurtjes, vezelrichtingverloop enz. in gewoon staal.
Onderstaande tabel geeft een overzicht van een aantal veel gebruikte etsmiddelen bij metaalkundig onderzoek:
| Legering                        | Etsmiddel                                 | Samenstelling                                                       | Opmerking                                                 |
| ------------------------------- | ----------------------------------------- | ------------------------------------------------------------------- | --------------------------------------------------------- |
| Staal (algemeen)                | 2% nital                                  |                                                                     |                                                           |
| Staal (perliet)                 | 4% picrinezuur in alcohol                 |                                                                     | De laagjes cementiet zijn hiermee beter te zien           |
| Staal (cementiet)               | alkalisch natriumpicraat                  |                                                                     |                                                           |
| Staal (gehard)                  | Kourbatoff                                |                                                                     |                                                           |
| Staal (austeniet)               | Kalling of Vilella                        | Villela: 3 delen glycerine, 2 delen zoutzuur en 1 deel salpeterzuur | Kalling om carbiden te zien, Vilella voor korrelgrenzen   |
| Koper en -legeringen (algemeen) | ammoniumpersulfaat of ammoniak            |                                                                     |                                                           |
| Koper-nikkel en α-β-messing     | ijzer(III)chloride in alcohol             |                                                                     | Snelle etser voor moeilijk aantastbare legeringen         |
| Aluminium (macro-niveau)        | eerst vloeizuur (HF), daarna koningswater |                                                                     | HF tot gasontwikkeling begint, diepetsen met koningswater |
| Aluminium (micro-niveau)        | Keller & Wilcox                           |                                                                     | Snelle etser                                              |
| Aluminiumlegering               | NaOH in water                             |                                                                     | Etstemperatuur 50°                                        |
| Tin en -legeringen              | HCl in alcohol                            |                                                                     |                                                           |
| Zink en -legeringen             | HCl in alcohol                            |                                                                     |                                                           |
| Nikkel en -legeringen           | ammoniumpersulfaat                        |                                                                     |                                                           |
| Glas                            | waterstoffluoride                         |                                                                     |                                                           |